# MMM (Money Making Mitch)
MMM (Money Making Mitch) è il primo mixtape del rapper statunitense Puff Daddy, accreditato come Puff Daddy & The Family, pubblicato nel 2015 da Bad Boy ed Epic Records. Il tape vede la presenza di molti ospiti, tra cui anche Big Sean, Future, French Montana, Jadakiss, Wiz Khalifa, Lil' Kim, Styles P, Ty Dolla Sign, Pusha T e Travis Scott.
Ottiene un punteggio di 69/100 su Metacritic.
| Recensione    | Giudizio |
| ------------- | -------- |
| Rolling Stone | [ 2 ]    |
| Complex       | [ 2 ]    |
| HipHopDX      | [ 2 ]    |
| The Source    | [ 2 ]    |
| Pitchfork     | [ 2 ]    |

## Tracce
1. Facts – 1:44 (Sean Combs, Deleno Matthews, LeVar Coppin, Bob Crewe, Charles Fox) – Sean C & LV, Puff Daddy, Mario Winans (prod. agg.)
2. Harlem (featuring Gizzle) – 3:36 (Combs, Austin Owens, David Styles, Glenda Proby, Paul Simon, John Padgett) – Ayo, Keyz, Puff Daddy, Winans (prod. agg.), Hollywood Hot Sauce (prod. agg.)
3. Help Me (featuring Sevyn Streeter) – 4:00 (Combs, Dawson, Styles, Amber Streeter, Robert Williams, Alfredo Buongusto) – Hollywood Hot Sauce, Puff Daddy, Winans (prod. agg.), D'Mile (prod. agg.)
4. Everyday (Amor) (featuring Jadakiss, Styles P, Pusha T & Tish Hyman) – 4:35 (Combs, Styles, Nashiem Myrick, Don Davidson, Jason Phillips, Terrence Thornton, Joaquín Rodrigo) – Nashiem Myrick, Don P ,Winans (co-prod.), Puff Daddy (co-prod.), Sean C & LV (prod. agg.), Hollywood Hot Sauce (prod. agg.)
5. Auction (featuring Lil' Kim, King Los & Styles P) – 3:45 (Combs, Winans, Styles, Carlos Coleman, Miles Tackett, Darryl Jackson, Jr.) – Winans, Puff Daddy
6. Cocaine (featuring Gizzle) – 3:25 (Combs, Proby, Carlton Mays, Jr.) – Honorable C.N.O.T.E.
7. MMM (featuring Future & King Los) – 4:48 (Combs, Winans, Coleman, Michael Williams II, Nayvadius Wilburn, Pierre Slaughter) – Puff Daddy, Mike Will Made It, P-Nasty (co-prod.), Winans (prod. agg.)
8. All or Nothing (featuring French Montana and Wiz Khalifa) – 3:08 (Combs, Karim Kharbouch) – The Breed
9. Workin' – 4:23 (Combs, Robert Watson, Cydel Young, Chazwick Bundick, Sean Anderson, Jacques Webster) – Rob Holladay
10. Alpha Male – 1:01
11. Old Man Wildin' (featuring Jadakiss & Styles P) – 3:31 (Combs, Phillips, Styles, Charles Njapa) – 88-Keys
12. Happily Ever After (Interlude) – 0:43
13. You Could Be My Lover (featuring Ty Dolla Sign & Gizzle) – 4:35 (Combs, Winans, Proby, Coppin, Matthews, Nye Lee, Antonius Thomas, Steven Jordan, Tyrone Griffin, Jr.) – Winans, Puff Daddy, Kuk Harrell, Stevie J (co-prod.), Sean C & LV (prod. agg.)
14. Uptown (featuring Brucie B) – 0:35 (Bruce Robinson)
15. Money Ain't a Problem (featuring French Montana) – 3:53 (Combs, Kharbouch, Jordan, Rory Quigley) – Harry Fraud
16. Blow a Check (Bad Boy Remix) (Zoey Dollaz featuring Puff Daddy & French Montana) – 4:20 (Combs, Elvis Millord, Kharbouch, Samuel Jimenez) – Smash David

## Classifiche settimanali
| Classifica (2016)         | Posizione massima |
| ------------------------- | ----------------- |
| US Top Rap Albums         | 23                |
| US Top R&B/Hip-Hop Albums | 45                |